# Pałac w Białokrynicy
Pałac w Białokrynicy – pierwotny zamek zbudowany został w XVI w. przez rodzinę Zbaraskich. 

## Historia
W XVI wieku wieś znalazła się pod panowaniem rodu Zbaraskich, którzy wybudowali tu zamek. Prace budowlane prowadził książę Andrzej Zbaraski (ok. 1498-1540), a następnie kontynuował jego syn Mikołaj Zbaraski (ok. 1540-1574). Warownię zrównaną z ziemią przez Tatarów podniesiono z ruin w 1606 r. Po ks. Jerzym Zbaraskim, krajczym wielkim koronnym, podczaszym wielkim koronnym, kasztelanem krakowskim, staroście pińskim, sokalskim i radohowskim w 1631 r. posiadaczami warowni byli Wiśniowieccy a następnie Radziwiłłowie od 1725 r., którzy otrzymali ją w wianie.  W 1806 r. zamek, który  był własnością Dominika Radziwiłła (1768-1813) spłonął i przez długi czas stał w ruinie.

## Pałac

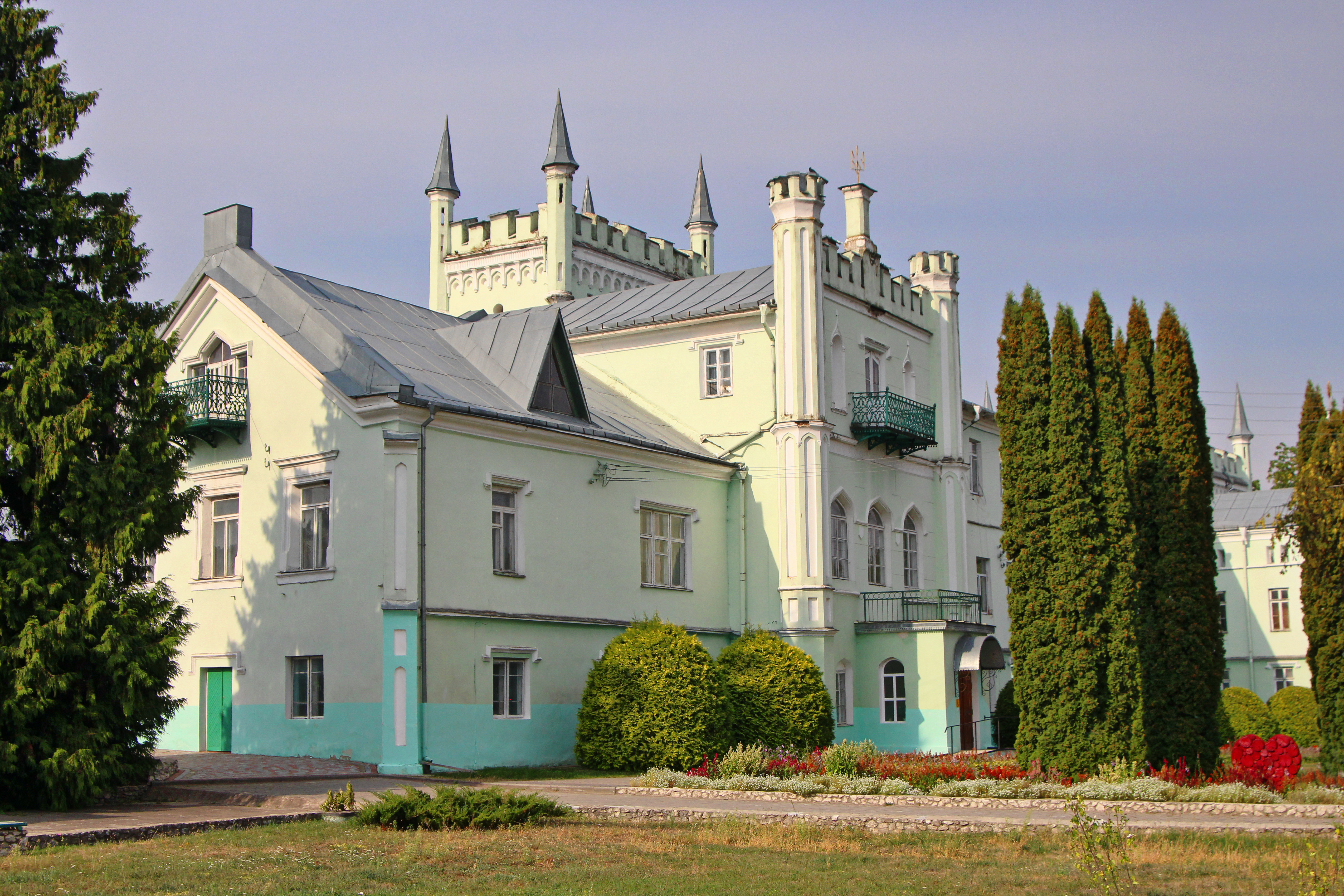
Pałac w Białokrynicy

Kolejni właściciele Czosnowscy,  po pożodze w 1806 r.,  przebudowali warownię na pałac pozostawiając fragmenty ruin. Około 1866 r. Czosnowski został aresztowany przez władze carskie za udział w powstaniu w 1863 r. a zamek był sprzedany w drodze licytacji. Wraz z  4500 akrów ziemi kupił go hrabia Aleksander Woronin, generał-gubernator oraz tajny radca i oficera do szczególnie ważnych spraw w Kijowie. W latach 1862–76 wieś odwiedził słynny artysty Napoleon Orda (1807-1883), który na rysunkach przedstawił okres  pałacowo-zamkowy, gdy pałac nie został jeszcze przebudowany, a stary zamek nie był do końca zniszczony. Obecny pałac powstał w XVII w., a jego wygląd to efekt gruntownej przebudowy w stylu neogotyckim pod koniec XIX w. Nowy pałac był prawie trzy razy większy niż poprzedni. Oczywiście, w tym czasie zostały zniszczone kamienne ruiny starego zamku, utrudniające budowę. Przed II wojną światową działała tu Państwowa Średnia Szkoła Rolnicza. Obecnie mieści się w nim technikum leśne a z zamku ocalały pozostałości murów obronnych, rowy i wały.

## Architektura
W XVII w. zamek  zbudowany był na planie czworokąta z ziemnymi bastionami na narożnikach. Na zewnątrz zamku były wykopane fosy a mury obronne i fortyfikacje były kamienne. Prawdopodobnie jeden z zamkowych murów kurtynowych przylegał do pomieszczeń pałacu wraz pozostałymi ścianami, gdzie mogły być umieszczone budynki mieszkalne i handlowe.